# Jazyky kho-bwa

Stát Arunáčalpradéš, kde se jazyky kho-bwa mluví, vyznačený na mapě Indie

Jazyky kho-bwa (někdy nazývané též kamengické jazyky) jsou malou jazykovou rodinou, kterou se mluví v indickém státě Arunáčalpradéš. Má přibližně 15 000 mluvčích. Tato jazyková rodina je někdy řazena k sinotibetským jazykům, ale spojitost se sinotibetskými jazyky nebyla prokázaná. Název této jazykové rodiny se odvíjí od slov kho a bwa, které v jazycích z této rodiny znamenají voda a oheň. Nejrozšířenějším jazykem z této rodiny je jazyk puroik, který je ale podle některých teorií izolovaným jazykem a tudíž do této jazykové rodiny nepatř

## Seznam jazyků z jazykové rodiny kho-bwa
Jazyky kho-bwa podle práce Lieberherrha a Bodta z roku 2017:
- Puroik
- Bugun
- Podskupina západních jazyků kho-bwa (patří sem jazyky sherdukpen, sartang, chug a lishpa)